# Jaderberg
Jaderberg ist der größte Ort der Gemeinde Jade und liegt direkt an der Bundesautobahn 29 beim Drei-Kreise-Eck Friesland-Ammerland-Wesermarsch. Der Ort ist vor allem durch den Jaderpark – einen Freizeit- und Tierpark – bekannt.
Die Gemeinde wurde erstmals vor etwa 600 Jahren als „Cerspel to Vryjade“ urkundlich erwähnt. Aber erst zum Ende des 15. Jahrhunderts wird eine Kapelle erwähnt, die der Bauerschaft ihren heutigen Namen gab. Nach verschiedenen Eindeichungen wuchs die Gemeinde stetig.
Jaderberg hat sich in den letzten Jahrzehnten strukturell vom bäuerlichen Straßendorf mit seinen Reihenhöfen zur zentralen Ortschaft mit großen Neubaugebieten entwickelt.
Der 1911 gegründete TUS Jaderberg stellt den größten Verein des Ortes. Seit 1998 ist der Pfadfinder-Stamm Jadeburg aktiv.

## Verkehr
Der Bahnhof Jaderberg an der Bahnstrecke Oldenburg–Wilhelmshaven wurde Ende der 1960er Jahre geschlossen. Die für Dezember 2018 geplante Wiedereinrichtung eines Haltepunkts hatte sich wegen unerwarteter Probleme im Genehmigungsverfahren verzögert. Die Inbetriebnahme ist am 14. Juni 2020 erfolgt. Die Bahnsteighöhe beträgt dort 55 cm.
Die Linie RE 18 fährt von Wilhelmshaven über Sande, Oldenburg und Cloppenburg nach Osnabrück. Die Linie wird von der NordWestBahn betrieben.

## Persönlichkeiten
- Jan Oeltjen (1880–1968), expressionistischer Maler
- Fredrick Toben (1944–2020), australischer Holocaustleugner
- Gerold Wefer (* 1944), Meeresgeologe, Hochschullehrer, Gründer und Direktor des Marum der Universität Bremen
- Deine Cousine (* 1986), bürgerlich Ina Bredehorn, Rocksängerin, in Jaderberg aufgewachsen